# Сказание про Игорев поход
«Сказание про Игорев поход» — советский мультфильм 1972 года, созданный Ниной Василенко на Киевской киностудии научно-популярных фильмов.
По мотивам «Слова о полку Игореве».

## Сюжет
В 1185 году князь новгород-северский и черниговский Игорь Святославич собирается в поход на половцев. В этот же день солнечное затмение предрекает походу неудачу, но князь не внял предостережениям и всё равно отправился в дальний путь, где его ждали роковые события.

## Создатели
- Авторы сценария: Юрий Новиков, Борис Крыжановский
- Режиссёр-постановщик: Нина Василенко
- Художник-постановщик: Эдуард Кирич
- Консультанты: Д. Лихачев, С. Килиевич
- Композитор: Владимир Губа
- Текст читает: Константин Степанков
- Художники-мультипликаторы: Константин Чикин, Адольф Педан, Александр Викен, М. Бондарь, Нина Чурилова, Э. Перетятько, Ефрем Пружанский, С. Березовская, В. Емельянова, В. Баев
- Художники: Н. Йорк, Галина Бабенко, Г. Варкач, В. Сабликов, А. Назаренко, С. Тесленко, В. Дыман, О. Касьяненко
- Ассистенты: Т. Швец, А. Тищенко, Т. Черни, О. Деряжная
- Оператор: С. Никифоров
- Звукооператор: И. Мойжес
- Редактор: Светлана Куценко
- Директор картины: Иван Мазепа

## Критика
Среди лучших фильмов 60—70-х гг.: «Сказание про Игорев поход», «Журавлик», «Тёплый хлеб», «Тигрёнок в чайнике», «Волшебник Ох», «Весёлый цыплёнок», «Мальчик и облачко», «Парасолька на охоте», «Человек и слово», «Как казаки невест выручали», «Салют», «Какого рожна хочется?», «Удивительный китёнок», «Колумб причаливает к берегу», «Как жёны мужей продавали».

## Фестивали
Мультфильм получил специальный приз и диплом на V Международном кинофестивале документальных и короткометражных фильмов в Ньоне, Швейцария (1972).